# Landeshauptmann
Un Landeshauptmann (au féminin : Landeshauptfrau, au pluriel : Landeshauptleute) est le chef du gouvernement d'un Land autrichien, ainsi que des provinces autonomes italiennes de Bolzano et de Trente.
En Autriche, il est la première autorité d'un Land et dispose donc de la préséance sur le Landesamtsdirektor, le directeur de l’administration du Land.
À Vienne, à la fois Land et commune, le Landeshauptmann porte constitutionnellement le titre de bourgmestre (en allemand : Bürgermeister).

## Historique

### Monarchie austro-hongroise
En Autriche impériale (Cisleithanie), Landeshauptmann est le titre que portait, de 1861 à 1918, le président du Landtag (Landtagspräsident) d'une Terre de la Couronne (Kronland), excepté en Basse-Autriche, en Bohême et en Galicie qui employaient elles le titre de Landmarschall.
Ce haut dignitaire de l'État présidait également le comité du Land et le comité exécutif du Landtag, qui est l'ancêtre du gouvernement actuel du Land. Il était choisi et nommé par l'Empereur parmi les membres du Landtag.

### République d'Autriche

#### Féminisation?

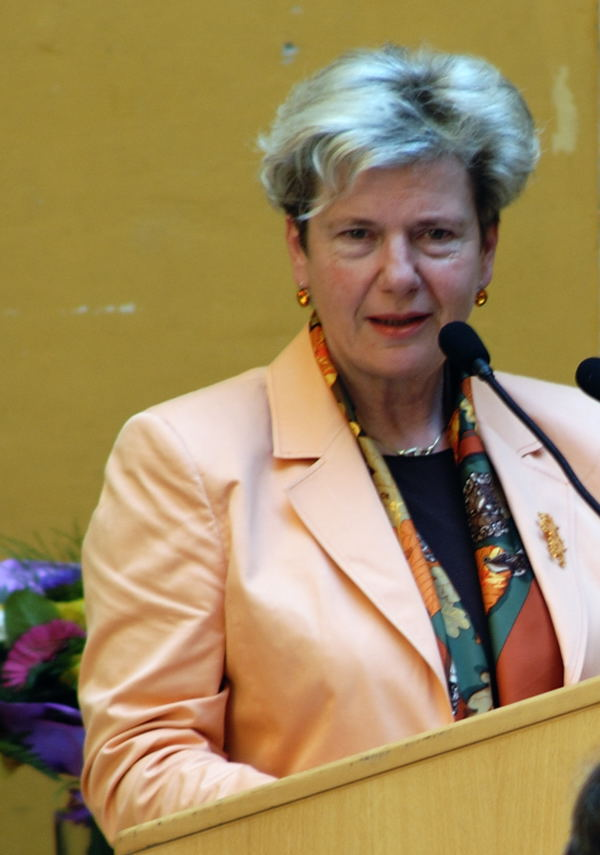
Waltraud Klasnic, première femme à exercer les fonctions de Landeshauptmann.

L'emploi de la féminisation (Landeshauptfrau) n'a pas encore été clairement défini.
La question se pose pour la première fois le 23 janvier 1996, lors de l'entrée en fonction de Waltraud Klasnic (ÖVP) en Styrie. Elle choisit alors de se faire appeler « Madame Klasnic » ou « Madame la Landeshauptmann » (Frau Landeshauptmann). Gabi Burgstaller (SPÖ), qui gouverne le Salzbourg entre 2004 et 2013, préfère le recours à « Madame la Landeshauptfrau » (Frau Landeshauptfrau). Johanna Mikl-Leitner, au pouvoir en Basse-Autriche depuis le 19 avril 2017, a elle aussi recours au titre féminisé, ainsi que son administration,.
La Constitution fédérale prévoit cependant que les dénominations de fonction peuvent être déclinées selon leur genre depuis le 1er juillet 1988.
Selon les coutumes héritées de l'Empire, la conjointe du Landeshauptmann est gratifiée du titre de « Madame le Landeshauptmann ». En revanche, l'inverse « Monsieur la Landeshauptfrau » (Herr Landeshauptfrau) n'a jamais été utilisé.
Les adjoints de Gabi Burgstaller portaient le titre de vice-landeshauptmann (Landeshauptmannstellvertreter) malgré le choix de la féminisation opéré par leur chef de l'exécutif.